# ОШ „Соња Маринковић” Земун
ОШ „Соња Маринковић“ једна је од основних школа у општини Земун. Основана је 1957. године, а налази се у Алаској улици 17.

## Историјат
Школа је почела са радом 1. септембра 1957. године, а формирана је тако што су деца уписана у свих осам разреда дошла из школа у окружењу. Пројектована је за 24 одељења и има капацитет за 800 ученика, укључујући специјализоване кабинете за техничко образовање, биологију, физику, хемију и музичку културу. У оквиру школе налази се и сала за физичко, спортски терени и игралишта за децу, као и зелене површине.
Зграда школе грађена је по нордијском пројекту, изолована је од буке и има девет излаза и улаза. Савезни завод за школска и просветна питања је од свих београдских школа одабрао ОШ „Соња Маринковић” и он је од 8. јула 1959. године постала огледна. Завод је тада преузео стручни и педагошки надзор над школом уз ангажовање својих и спољних сарадника. Године 1960. у оквиру школе изграђена је летња фискултурна настрешница, која је са салом за физичко васпитање чинила основу Савезном заводу за физичку културу да реализује посебне програме. У оквиру школе налазила су се и истурена комбинована одељења на економији „13 мај” и на Институту за сточарство. До семамдесетих година школа је имала два комбинована специјална одељења за ученике слабијих способности.
У школи је могуће коришћење продуженог боравка, а од 1974. године продужени боравак је пратио радно време родитеља или старатеља деце која је похађају. Једно крило зграде са две учионице и трпезаријом адаптирано је у школски боравак. Од оснивања, 1957. године школа је имала ђачку кухињу. ОШ „Соња Маринковић” једна је од првих школа у Београду, која је имала школског психолога, од 1962. године. Такође, била је прва школа које је од 1963. године почела са систематским праћењем ученичких постигнућа путем тестирања знања. У оквиру школе постојала је ђачка задруга, као и стаклена башта где су ученици гајили цвеће. Имала је и летњу учионицу, а издавала је школски лист „Освит”.
Школа носи име по Соњи Маринковић,  револуционарки, учесници Народноослободилачке борбе и народном хероју Југославије.

## Школа данас
Током школске 2007/2008. године почела је санација школске зграде, прво је порушена сала за физичко, а након тога су кренули радови на санацији и доградњи. Током реновирања 2009/2010. године, зграда школе била је површине од 2993 m2 са великим двориштем, спортским теренима и саобраћајним полигоном. Школа је имала капацитет за 24 одељења, 5 савремено опремљених учионица за продужени боравак, 9 класичних учионица, библиотеку, зборницу, канцеларије, кафе кухињу са трпезаријом, архиву и радионицу. Такође је у школи током реконструкције замењена расвета, подови, унутрашња столарија и школски намештај. У време након реноварања школа је имала 28 рачунара, 3 ноутбук рачунара, 3 пројектора и пратећу опрему. Тада је уведен и видео надзор у школу као и алармни систем.
Због великог броја посла, настава се током школске 2009/2010. године одвијала у просторијама некадашње ОШ „Десанка Максимовић” у Војвођанској улици 1. Основна школа „Соња Маринковић” реновирана је 2010. године и од тада је површине 4392 m2.